# Fromia indica
Étoile de mer indienne
Espèce
Synonymes
- Fromia andamanensis Koehler, 1909[1]
- Fromia elegans H.L. Clark, 1921[1]
- Fromia tumida Bell, 1882[1]
- Nardoa indica (Perrier, 1869)[1]
- Scytaster indicus Perrier, 1869[1]

Fromia indica, communément nommé Étoile de mer indienne, est une espèce d'étoiles de mer de la famille des Goniasteridae.

## Description
L'Étoile de mer indienne est une astéride à cinq bras triangulaires à pointe arrondie, rayonnant autour d'un disque central apparent, pentagonal et aplati. Elle est de teinte rouge-orangée (parfois variable), marquée de fines lignes sombres délimitant des plaques, avec généralement (mais pas toujours) l'extrémité des bras brun sombre. Elle mesure 8 cm de diamètre maximum.

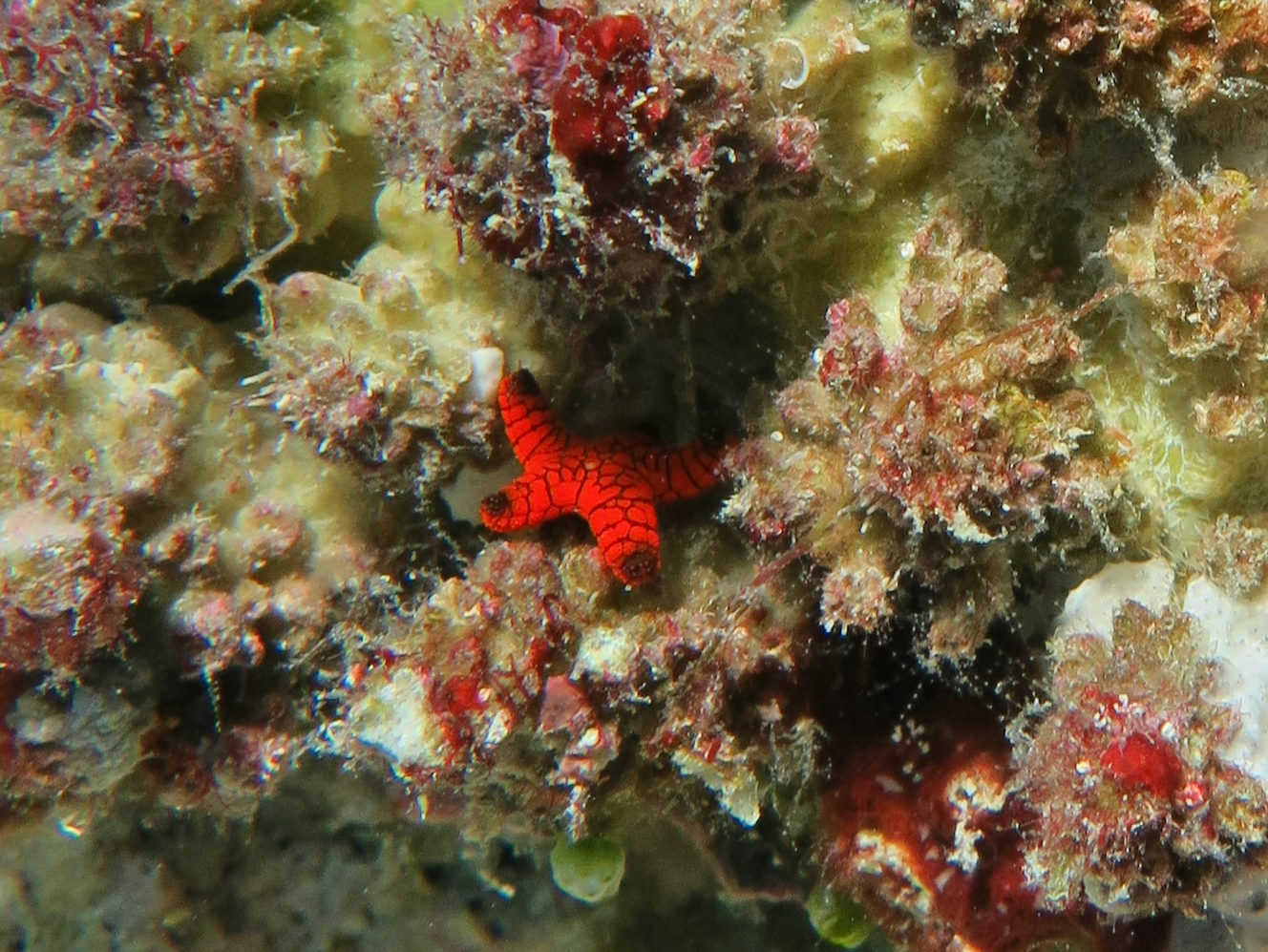
Très jeune spécimen.
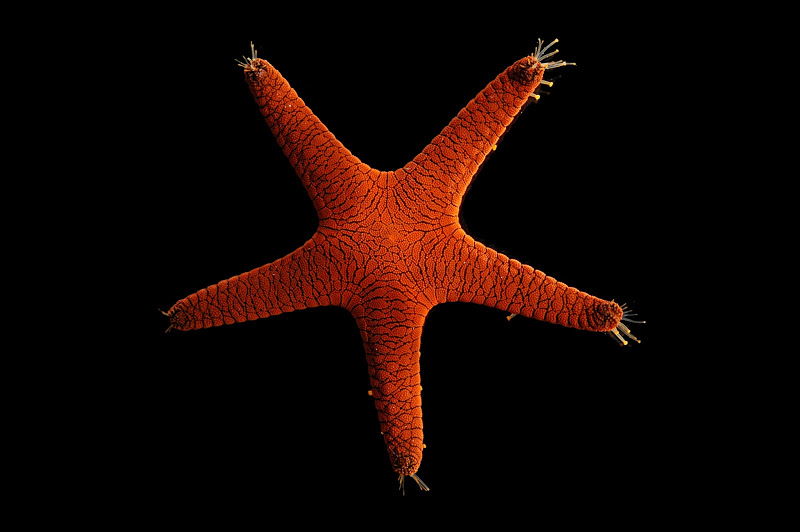
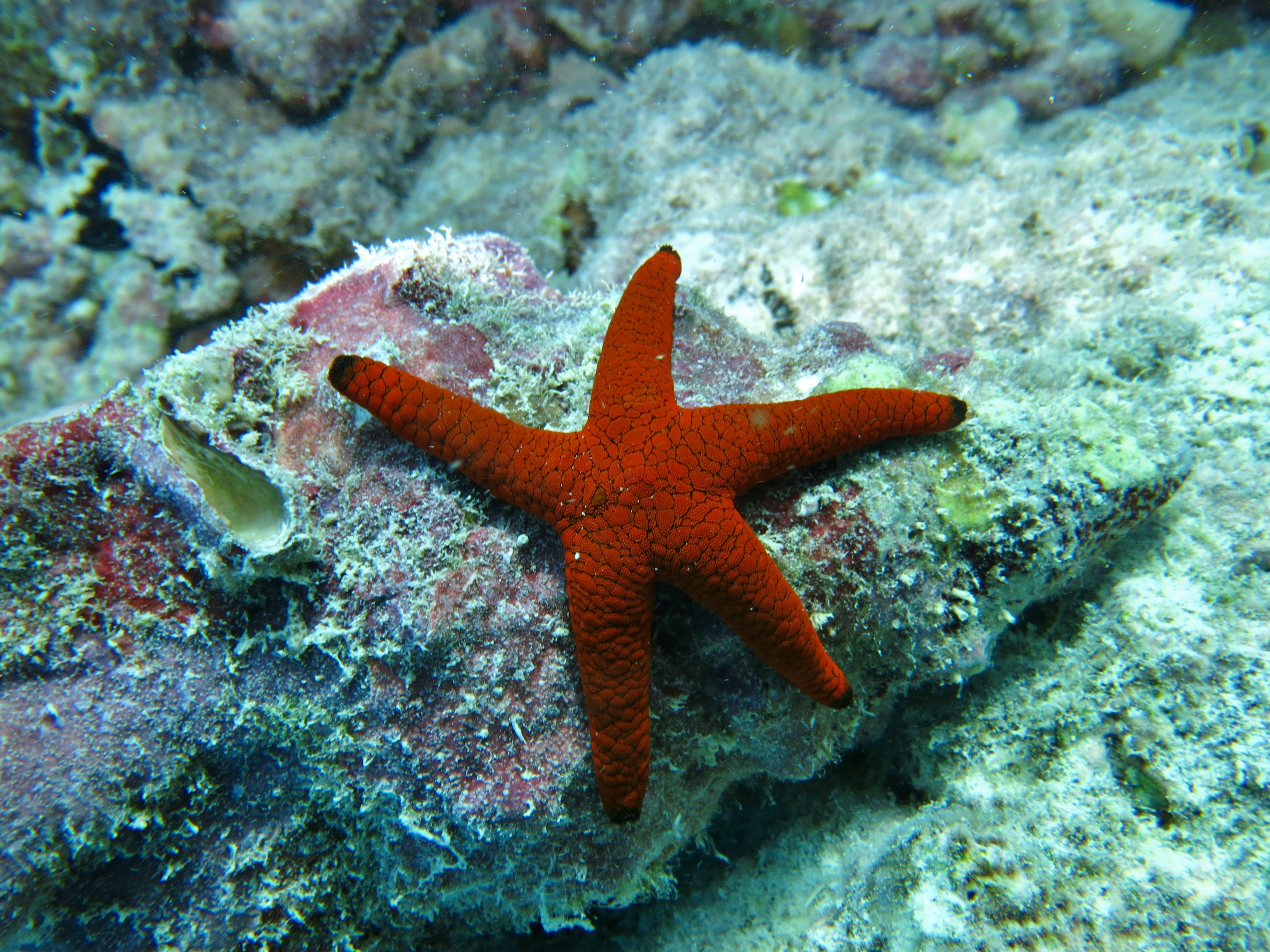
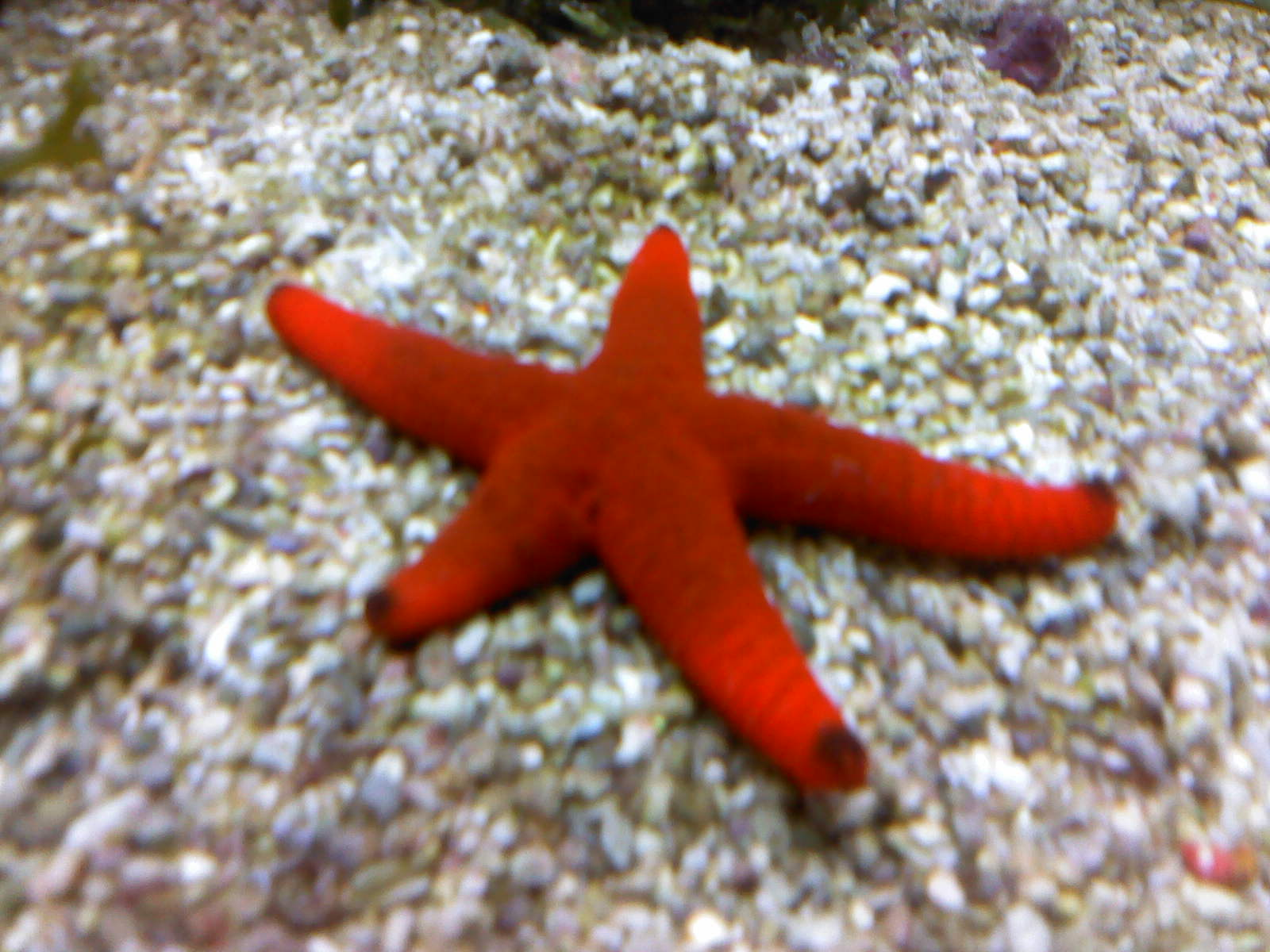
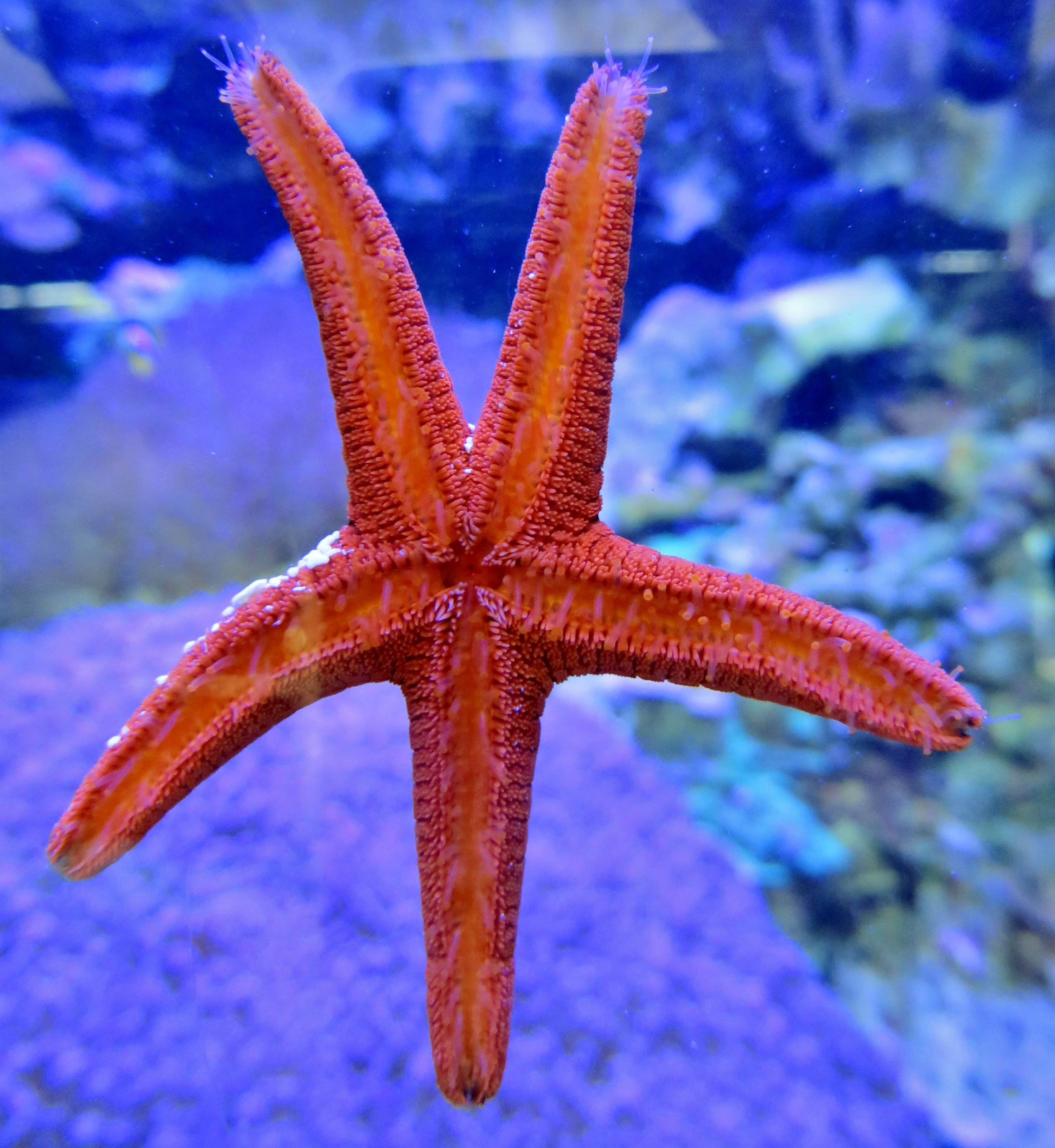
Face orale.

Cette étoile ne doit pas être confondue avec l'espèce proche et sympatrique Fromia milleporella, qui n'a pas de lignes noires mais de petits points noirs. Il existe aussi une controverse scientifique autour de la séparation de cette espèce et de la proche Fromia elegans. 

## Distribution
L'Étoile de mer indienne est présente dans toutes les eaux tropicales de la zone Indo-Ouest Pacifique. On la trouve entre la surface et 25 mètres de profondeur.